# Francesc Tous Aulès
Francesc Tous Aulès (Reus, 1912 - post 1980) va ser un músic i compositor català.
Professor de música, pianista i compositor, va rebre les seves primeres lliçons a Reus i a Barcelona. Estudià amb els professors Pere Vallribera, Josep Caminals, Enric Morera i Cristòfol Taltabull. Als 15 anys ja donava, a Reus, classes de piano, va fundar una coral polifònica i va dirigir el Cor de Clavé local. Va ser fundador i director, a l'Institut Pere Mata, el manicomi de Reus, del primer orfeó, sembla que de tot el món, format per malalts mentals, duran els anys 1932 al 1936. En la postguerra, va ser un defensor a ultrança de l'ensenyament de la música a les escoles i instituts, i va presentar una ponència amb el títol "La educación musical en los centros docentes" el 1946 a una "Asamblea Nacional de Músicos" celebrada a Madrid. El 1956 ingressà com a professor de música a la Universitat Laboral de Tarragona, on va exercir fins a la seva jubilació el 1980. En aquell centre creà un orfeó universitari, una coral de música de cambra, un grup de música folklòrica i una estudiantina. Cap als anys 1940 participava en una tertúlia progressista, "La Peña del Laurel" que agrupava diversos artistes i escriptors reusencs.
Algunes de les seves obres han estat estrenades per l'Orquestra Filharmònica de Barcelona, (1942) el Quartet Dini (1943), i la Cobla Barcelona. El 1954 va realitzar l'harmonització i instrumentalització del tradicional Ball dels Nanos de Reus. Va ser autor de les sardanes "Bonretorn", "Esclat", "Font Major" i d'altres. Va publicar diversos articles sobre temes musicals, on destaca "La influencia terapéutica de la música en los enfermos mentales" el 1935 i "La evolución del concepto armónico en la música europea" el 1965.